# جون فيدوروفيتش
جون فيدوروفيتش John Fedorowicz (ولد في 27 سبتمبر 1958) لاعب شطرنج أمريكي يحمل لقب أستاذ كبير.

## حياته
- ولد في حي برونكس بمدينة نيويورك الأمريكية. وتعلم الشطرنج عام 1972 بتأثير من مباراة بوبي فيشر وبوريس سباسكي على التلفزيون.

## تصنيف
- بلغ تصنيف إيلو 2425 في يناير 2018.

## روابط خارجية
- جون فيدوروفيتش على موقع الاتحاد الدولي للشطرنج (الإنجليزية)
- جون فيدوروفيتش على موقع مباريات الشطرنج (الإنجليزية)
- جون فيدوروفيتش على موقع 365Chess.com (الإنجليزية)
- جون فيدوروفيتش على موقع Chesstempo.com (الإنجليزية)
- جون فيدوروفيتش على موقع الاتحاد الأمريكي للشطرنج (الإنجليزية)
- جون فيدوروفيتش سجل أولمبياد الشطرنج على موقع OlimpBase.org (الإنجليزية)